# Mathieu Bernard-Reymond
Pour les articles homonymes, voir Bernard et Reymond.
Mathieu Bernard-Reymond est un photographe français né à Gap en 1976.

## Biographie
Il vit et travaille à Lausanne, en Suisse.
Il est diplômé de l'Institut d'études politiques de Grenoble et de la Formation supérieure en Photographie de l'École de Vevey, en Suisse.
Mathieu Bernard-Reymond manipule l'image pour construire une poétique étrange et renouveler les codes visuels de la photographie. Il expose depuis 2001 dans le monde entier et a publié deux monographies en 2003 (Vous êtes ici, Actes Sud) et 2008 (TV, Hatje Cantz).

## Prix et récompenses[1]
- 2003, Prix CCF pour la photographie
- 2005, Prix No-Limit des rencontres d'Arles
- 2006, Prix BMW / Paris Photo
- 2009, Prix Arcimboldo pour l'image numérique.
- 2016, PRix de la Fondation Irène Reymond

## Collections, expositions
Collections publiques :
- Fonds National d'Art Contemporain (France)
- Musée municipal de La Roche-sur-Yon (France)
- Musée Nicéphore-Niépce -  Chalon-sur-Saône (France)
- Musée de l'Élysée - Lausanne (Suisse)
- Musée Photoforum Pasquart - Bienne (Suisse)
- Villa Noailles - Hyères (France)
- Ville de Sendaï (Japon)
- Ville de Gap (France)
- Arthothèque de Caen (France)
- Arthothèque de Grenoble (France)

Collections privées :
- Fondation HSBC pour la photographie (France)
- Collection Alison and Peter W. Klein (Allemagne)
- Collection d’Art Contemporain de la Société Générale (France)
- autres collections privées

## Expositions personnelles (sélection)[2]
- 2003  :
  - Images au Centre 2003, Château de Chinon, Chinon, octobre-novembre 2003
  - Fondation HSBC pour la photographie, Galerie Baudoin Lebon, Paris, 2 sept. - 27 oct.
  - Galerie 779, Paris, France, 9 janvier - 1er mars
- 2004  :
  - Intervalles, Chateau de Malves, Malves-en-Minervois, France, 11 nov. - 12 déc.
  - Eu-Japan Fest: Sendai city, Sendai, Japon, 22 juillet - 25 août
  - Festival International des Arts de la Mode, commande Artistique, Hyères, avril – mai
  - Eu-Japan Fest: Sendai city, Nara, Japon, 23 septembre - 11 octobre
  - Fondation HSBC pour la photographie, Galerie Le Réverbère, Lyon, 25 mai - 24 juillet
- 2005  :
  - Rencontres Internationales de la Photographie, Arles, France, 4 juil.-18 sept.
  - Festival Photo Nature et Paysage, La Gacilly, France, 27 mai-2 juil.
  - Galerie La passerelle, Gap, France, 17 mai – 30 juin.
  - Galerie Remy Toledo, New York, 15 jan.- 26 fév.
- 2006 :
- Spazio Disponibile, Institut français de Florence, Florence, Italie, Avr.
- TV, Galerie Baudoin Lebon, Paris, France, 8 déc. 05 - 28 jan 06
- Disparitions, Galerie 14-1, Stuttgart, Allemagne, 18 Nov. 05 – 21 jan 06
- 2007 :
  - Reality Reloaded, with Kota Ezawa, 14-1 Galerie, Stuttgart, Allemagne, 2 fev. – 17 mar.
  - Three Thousand Places, Espace Basta, Lausanne, Suisse, 25 jan. - 24 fev.
- 2008 :
  - TV, Caixa Cultural, São Paulo, Brésil, 17 déc. - 18 jan 2009.
  - TV, Galerie SynopsisM, Lausanne, Suisse, 6 nov. – 10 jan 2009.
  - Monuments et TV, Studio Gallery, Budapest, Hongrie, 7 oct. – 3 nov.
  - Installation TV dans l’espace public, quartier du Flon, Lausanne, Suisse, 3 nov. - mai.09
- 2009 :
  - Monuments, Prix Arcimboldo 2009, Galerie Uni Ver, Paris, France, 19 mai – 25 juin
  - TV, 14-1 Galerie, Stuttgart, Allemagne, 23  jan. - 14 mar.
- 2010 :
  - Des Mondes possibles, Musée Nicéphore-Niépce, Chalon-sur-Saône, France, 19 juin - 19 sept.
  - Monuments, Quai n°1, Vevey, Suisse, 17 mars - 5 mai
  - TV, Photoforum Pasquart, Bienne, Suisse, 17 jan. - 3 mar.
- 2011 :
  - Élements, Galerie 14-1, Stuttgart, Allemagne, 18 mars - 21 avr.
- 2012 :
  - Intervalles et Disparitions, Ku-Gallery, Taïpei, Taiwan, Chine, déc 2011.-mars.
  - Monuments, Galerie Heinzer Reszler, Bruxelles, Belgique, 18 juin - 26 septembre.
- 2025 : Un sentiment véritable, présentant des photographies issues des séries La Flèche du temps (2018), I think I've forgotten this before (2022) et D'après Ramuz (2023), Centre photographique Rouen Normandie, Rouen du 8 février au 10 mai 2025 [3],[4],[5]

## Galeries
Mathieu Bernard-Reymond est représenté par la galerie Baudoin Lebon (Paris) en France et par la Galerie Heinzer Reszler (Lausanne) en Suisse.